# زليران (درميان)
زليران (بالفارسية: زلیران) هي مستوطنة تقع في إيران في قسم درمیان الريفي. يقدر عدد سكانها بـ 19 نسمة بحسب إحصاء 2016.